# Hemerodromia duce
Hemerodromia duce är en tvåvingeart som beskrevs av Jones 1940. Hemerodromia duce ingår i släktet Hemerodromia och familjen dansflugor.
Artens utbredningsområde är Uganda. Inga underarter finns listade i Catalogue of Life.